# Adrien Pelletier
Adrien Pelletier, né le 12 avril 1964 et décès le 19 août 2023, est un militant sourd, ancien directeur de l'Institut de recherches sur les implications de la langue des signes (Iris) à Toulouse, ancien président de la Fédération nationale des sourds de France et ancien président intérim de l'Union européenne des sourds.

## Biographie et carrière
Adrien est le neveu d'Armand Pelletier

### Union européenne des sourds
Le 30 juin 2005, il est élu pour le vice-président de l'Union européenne des sourds devant l'islandaise Berglind Stefánsdóttir et le grec Yannis Yallouros. Il travaille avec la présidente belge Helga Stevens. Helga Stevens est nommée sénatrice le 5 juillet 2007 donc elle cède alors le poste de présidente de l'Union européenne des sourds à Adrien, le vice-president. L'islandaise Berglind Stefánsdóttir est élue la présidente de l'Union européenne des sourds le 17 décembre 2007, après la démission du président intérim.

## Palmarès

### Deaflympics
- Deaflympics d'été de 1985
  -  Médaille de bronze en cyclisme Epreuve Route 100 Km [5].

### Liens Internes
- Union européenne des sourds
- Fédération nationale des sourds de France